# قلعة خوتين
قلعة خوتين (بالأوكرانية: Хотинська фортеця، بالبولندية: twierdza w Chocimiu، بالتركية: Hotin Kalesi، بالرومانية: Cetatea Hotinului) هو مجمع محصن يقع على الضفة اليمنى لنهر دنيستر في خوتين، أوبلاست تشيرنيفتسي في جنوب غرب أوكرانيا. تقع القلعة على أراضي منطقة بيسارابيا الشمالية التاريخية التي قُسمت في 1940 بين أوكرانيا ومولدوفا. تقع القلعة أيضاً على مقربة من مبنى دفاعي شهير آخر، وهو قلعة كامينيتس القديمة في كامينيتس-بوديلسكي. بدأ بناء قلعة خوتين/هوتين الحجري الحالي في 1375، في حين أُجريت تحسينات كبيرة في ثمانينيات وستينيات القرن الرابع عشر، في عهد الأمراء المولدافيين، ألكسندر الصالح، وشتيفان الكبير.

## تاريخها

### معقل لكييف روس
تعود بداية قلعة خوتين إلى حصن خوتين، الذي بناه الأمير فولوديمير سفياتوسلافوفيتش في القرن العاشر ضمن التحصينات الحدودية في جنوب غرب كييف روس، بعد أن ضم أرض بوكوفينا الحالية إلى سيطرته. كان الحصن، التي أعيد بناؤه في النهاية كقلعة، يقع على طرق التجارة الهامة، التي تربط إسكندنافيا وكييف مع بونيزيا (الأراضي المنخفضة)، وبودوليا، والمستعمرات الجنوية واليونانية على البحر الأسود، عبر مولدافيا والأفلاق، على «طريق التجارة الشهير من بلاد الفارانجيين إلى بلاد الإغريق».
تقع القلعة على منطقة صخرية، كونها الشاطئ الأيمن الممتد لنهر دنيستر والوادي. وكانت في البداية مجرد كومة ضخمة من التراب بجدران خشبية ومعدات حماية. بُنيت لحماية مستوطنة خوتين عبر النهر. كان البناء الحجري الأول صغيراً نوعاً ما. وكان يقع بالضبط حيث يتواجد البرج الشمالي اليوم. على مر القرون، خضع هذا الحصن للعديد من عمليات إعادة البناء والتوسعات، وتعرض للتدمير على يد الغزاة الجدد، الذين أعادوا بناءه لاحقاً.
كان حصن خوتين تابعاً لإمارة تيريبوفليا في نهاية القرن الحادي عشر. ثم أصبح جزءاً من إمارة هاليتش خلال أربعينيات القرن الحادي عشر، وفي 1199 أصبح جزءاً من مملكة هاليتش الفولينية.